# Love and Secrets
Pour les articles homonymes, voir All Good Things.
Pour plus de détails, voir Fiche technique et Distribution.
Love and Secrets, ou Toutes bonnes choses au Québec (anglais : All Good Things), est un film américain réalisé par Andrew Jarecki (en), sorti en 2010.
Le film s’inspire de l’histoire de Robert Durst (David Marks dans le film), un riche héritier américain, soupçonné des meurtres de sa femme ainsi que de sa meilleure amie et de son voisin dans les années 1980. Des médecins lui ont diagnostiqué une schizophrénie, mais son implication dans ces trois meurtres n’était pas encore prouvée au moment de la sortie du film. 

## Synopsis
Dans les années 1980 à New York, David, fils aîné perturbé d'une riche famille, et Katie, d'une famille très modeste, se marient ; quelques années après, elle disparaît mystérieusement.

Le film retrace la désintégration de ce mariage liée à la montée de la schizophrénie de David, impliqué dans les très louches affaires de sa très riche famille, et ne supportant pas que sa belle épouse souhaite commencer des études de médecine et y parvienne. Trois disparitions dont deux assassinats jalonnent l'étrange parcours de David.

## Fiche technique
- Titre : Love and Secrets
- Titre québécois : Toutes bonnes choses
- Titre original : All Good Things
- Réalisation : Andrew Jarecki (en)
- Scénario : Marcus Hinchey, Andrew Jarecki
- Décors : Rich Devine, Russell Barnes
- Costumes : Michael Clancy
- Photographie : Michael Seresin
- Montage vidéo : Craig McKay, Shelby Siegel
- Directeur artistique : Rich Devine
- Production : Barbara A. Hall, Marcus Hinchey, Andrew Jarecki, Michael London (en), Bruna Papandrea (en), Marc Smerling (en)
- Sociétés de production : Groundswell Productions, Hit The Ground Running Films
- Sociétés de distribution : The Weinstein Company
- Budget : 20 millions de dollarsUS
- Format d'image : Couleur - 1,85 : 1 - 35 mm - Son Dolby Digital
- Pays d'origine :  États-Unis
- Langue : Anglais
- Genre : Thriller et drame
- Durée : 97 minutes
- Date de sortie : 
  -  17 décembre 2010 (sortie dans les salles américaines)
  -  23 novembre 2011 (sortie directement en DVD)[1]
- Version française réalisée par :
  - Société de doublage : Studio Chinkel
  - Direction artistique : Aurélien Ringelheim
  - Adaptation des dialogues : Régis Écosse

## Distribution

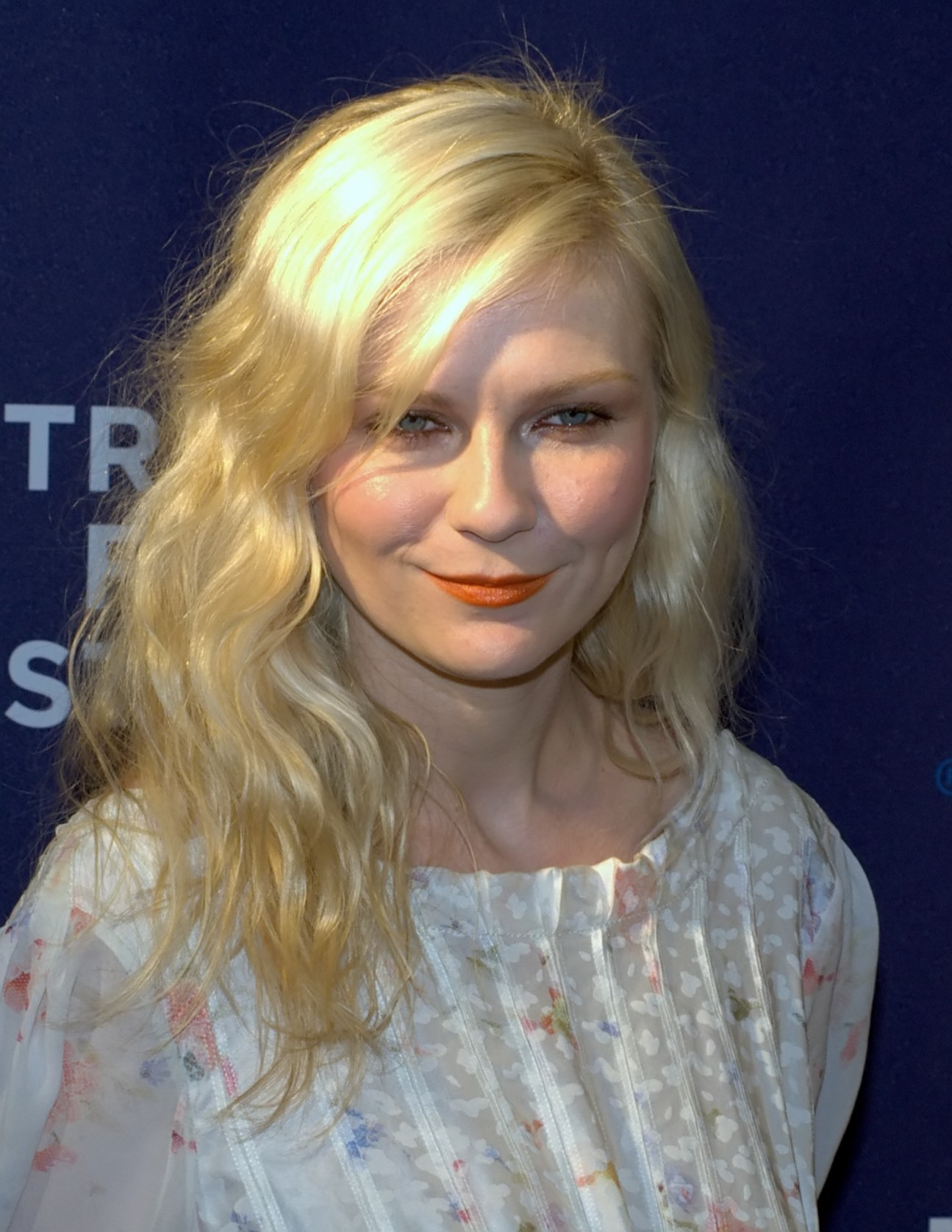
L'actrice Kirsten Dunst, pour la présentation du film au Festival du film de Tribeca 2010.

- Ryan Gosling (VFB : Pierre Lognay ; VQ : Frédéric Paquet) : David Marks
- Kirsten Dunst (VF : Marie-Eugénie Maréchal ; VQ : Aline Pinsonneault) : Katie McCarthy
- Frank Langella (VFB : Pascal Racan ; VQ : Guy Nadon): Sanford Marks
- Philip Baker Hall (VFB : Jean-Michel Vovk ; VQ : Hubert Gagnon) : Malvern Bump
- Diane Venora (VFB : Manuela Servais) : Janice Rizzo
- Nick Offerman (VFB : David Manet ; VQ : Manuel Tadros) : Jim McCarthy
- Kristen Wiig (VFB : Valérie Muzzi) : Lauren Fleck
- John Doman : Mike Murphy
- Lily Rabe (VFB : Marcha Van Boven ; VQ : Éveline Gélinas) : Deborah Lehrman
- Michael Esper (VFB : Bruno Mullenaerts) : Daniel Marks
- John Cullum (VQ : Mario Desmarais) : Richard Panatierre
- Maggie Kiley (VFB : Mélanie Dermont) : Mary McCarthy
- Liz Stauber (VFB : Claire Tefnin) : Sharon McCarthy
- Trini Alvarado : Sarah Davis
- Ashlie Atkinson : Bonnie Felder
- Zoe Lister-Jones : Gail Kaplan
- Tom Riis Farrell : Barry Davis
- Stephen Kunken : Todd Fleck

Source et légendes : Version française (V. F.) sur le DVD zone 2 du film et Version québécoise (V. Q.) sur Doublage.qc.ca